# Konwencja o ochronie podwodnego dziedzictwa kulturowego

Logo UNESCO

Konwencja o ochronie podwodnego dziedzictwa kulturowego (ang. Convention on the Protection of the Underwater Cultural Heritage) – umowa międzynarodowa, która wyznacza zasady prowadzenia ochrony podwodnego dziedzictwa kulturowego, ustanawia szczegółowy system współpracy międzynarodowej oraz reguły badań nad dziedzictwem podwodnym. Pierwszy kompletny akt prawa międzynarodowego w zakresie ochrony podwodnego dziedzictwa kulturowego. Uchwalona przez UNESCO podczas 31. sesji w Paryżu w 2001 roku, weszła w życie z dniem 2 stycznia 2009 roku. 
Spisana w językach autentycznych angielskim, arabskim, chińskim, francuskim, hiszpańskim i rosyjskim, depozytariuszem jest Dyrektor Generalny UNESCO.
Do lipca 2021 roku Konwencję przyjęły lub ratyfikowały 63 państwa. Polska złożyła dokument ratyfikacyjny 17 maja 2021 r.

## Podwodne dziedzictwo kulturowe
Konwencja (Art.1) definiuje podwodne dziedzictwo kulturowe jako „wszelkie ślady egzystencji ludzkiej mające charakter kulturowy, historyczny lub archeologiczny, które pozostawały całkowicie lub częściowo pod wodą, okresowo lub stale, przez co najmniej 100 lat” wraz z ich kontekstem archeologicznym i przyrodniczym, w tym stanowiska, budowle, artefakty i szczątki ludzkie; statki, samoloty a także inne środki transportu lub ich części, ładunki lub inna zawartość oraz obiekty o charakterze prehistorycznym.   

### Wraki
Na dnie morskim spoczywa ok. 3 miliony wraków, a ich stan zależy od panujących warunków. Wiele z nich może dostarczyć cennych informacji na temat życia na statkach. We wrakach często zachowały się przedmioty codziennego użytku czy dzieła sztuki, np. Młodzieniec z Antykithiry. Wraki o największym znaczeniu historycznym to m.in.:
- wrak RMS Titanic
- wraki Wielkiej Armady
- wraki floty Kubilaj-chana
- wraki statków Krzysztofa Kolumba
- wraki hiszpańskich galeonów pływające do Ameryki
- wrak starożytnego okrętu u wybrzeża Andikitiry, na którym znaleziono mechaniczny przyrząd do obliczania pozycji ciał niebieskich
- wraki statków zatopionych celowo by uniemożliwić przepłyniecie przez strategiczne rzeki, zatoki czy kanały: 
  - HMS Thetis, HMS Iphigenia i HMS Intrepid – zatopione podczas walk na wodach Zeebrugge w 1918 roku.
  - wraki pięciu statków wikingów zatopione koło Skuldelev w Roskilde Fjord w X wieku, by chronić Roskilde
  - bariera z 20 wraków szwedzkich statków zatopionych w 1715 roku u wybrzeży Rugii
- wraki samolotów:
  - wrak Lockheed P-38 Lightning u wybrzeża wyspy Frioul, niedaleko Marsylii – maszyna Antoine’a de Saint-Exupéry’ego

### Zatopione budowle
Wiele starożytnych budowli i osad jest obecnie pod wodą – w wodach przybrzeżnych Morza Śródziemnego znajduje się ok. 150 zatopionych miast i struktur portowych. Podwodne ruiny o największym znaczeniu historycznym to m.in.:
- pozostałości latarni morskiej na Faros i pałacu Kleopatry u wybrzeży Aleksandrii
- Pawlopetri – zatopione miasto u wybrzeży południowej Lakonii w Grecji
- część indyjskiego kompleksu Mahabalipuram wpisanego w 1984 roku na listę światowego dziedzictwa UNESCO
- stanowisko w Dwarce – ruiny starożytnego portu, świątyń i osad
- Port Royal na Jamajce – stolica Jamajki w latach 1655–1692, zatopiona wskutek trzęsienia ziemi w 1692 roku
- ruiny Santa Fe la Vieja w Argentynie
- Bulverket – pozostałości średniowiecznych drewnianych fortyfikacji w Tingstädeträsk na Gotlandii
- pozostałości fenickiej bazy marynarki w Kartaginie z ok. 814 p.n.e.

Podwodne dziedzictwo obejmuje również artefakty i ślady życia ludzkiego w jaskiniach takich jak: 
- położona 37 m pod wodą Jaskinia Cosquera, gdzie znaleziono ponad 177 podobizn zwierząt lądowych i morskich oraz 65 odcisków rąk ludzkich z okresu pomiędzy 27 tys. a 13 tys. p.n.e.[6]
- Chichen Itza Cenote w Meksyku, gdzie znaleziono wiele przedmiotów obrzędowych oraz szczątki rytualnych ofiar ludzkich z okresu kultury Majów

W 2014 roku podwodne dziedzictwo z okresu I wojny światowej (10 tys. wraków) zostało objęte ochroną zgodnie z zasadami konwencji. 
UNESCO nie prowadzi odrębnej listy podwodnego dziedzictwa kulturowego.

## Zapisy „Konwencji o ochronie podwodnego dziedzictwa kulturowego”
Konwencja jest pierwszym kompletnym aktem prawa międzynarodowego w zakresie ochrony podwodnego dziedzictwa kulturowego. 
Tekst Konwencji liczy 35 artykułów i Aneks z 36 regułami postępowania wobec podwodnego dziedzictwa kulturowego:  
- Preambułę Konwencji otwiera zapis o tym, że podwodne dziedzictwo kulturowe jest integralną częścią dziedzictwa kulturowego ludzkości, a obowiązek jego ochrony i zachowania spoczywa na wszystkich krajach. Dalej podkreślono wagę badań naukowych i edukacji dla ochrony podwodnego dziedzictwa kulturowego i zwrócono uwagę na publiczne prawo do korzystania z podwodnego dziedzictwa kulturowego w sposób odpowiedzialny i nieinwazyjny. Podkreślono, że podwodne dziedzictwo kulturowe zagrożone jest w wyniku nieuprawnionych działań podejmowanych wobec niego, z czego wynika potrzeba silniejszych mechanizmów zapobiegawczych. Wyrażono zaniepokojenie rosnącą eksploatacją podwodnego dziedzictwa kulturowego dla celów komercyjnych i stwierdzono konieczność poprawy efektywności ochrony podwodnego dziedzictwa kulturowego in situ, bądź – jeśli to konieczne dla celów naukowych lub konserwatorskich – pieczołowitego wydobywania podwodnego dziedzictwa kulturowego. Wyrażono przekonanie, że współpraca pomiędzy krajami, międzynarodowymi organizacjami, instytucjami naukowymi, stowarzyszeniami profesjonalnymi, archeologami i nurkami jest niezbędna dla ochrony podwodnego dziedzictwa kulturowego[2][10].

- Artykuł 1 definiuje pojęcie „podwodne dziedzictwo kulturowe” jako „wszelkie ślady egzystencji ludzkiej mające charakter kulturowy, historyczny lub archeologiczny, które pozostawały całkowicie lub częściowo pod wodą, okresowo lub stale, przez co najmniej 100 lat”[10] wraz z ich kontekstem archeologicznym i przyrodniczym. Z definicji wyłączono rurociągi, kable a także inne instalacje będące w użyciu. Artykuł wprowadza również rozróżnienie na „działania nakierowane na podwodne dziedzictwo kulturowe” i „działania przypadkowo naruszające podwodne dziedzictwo kulturowe”[2][10].

- Artykuł 2 określa cele i główne zasady postępowania z podwodnym dziedzictwem kulturowym, nakładając na strony konwencji obowiązek współpracy i ochrony dziedzictwa zgodnie z postanowieniami Konwencji. Zachowanie podwodnego dziedzictwa kulturowego in situ jest priorytetem, a wydobyte podwodne dziedzictwo kulturowe ma być przechowywane, konserwowane i zarządzane w sposób zapewniający jego długoterminowe zachowanie. Eksploatacja podwodnego dziedzictwo kulturowego w celach komercyjnych zostaje zakazana. Państwa-Strony Konwencji zapewnią, że właściwy szacunek będzie okazywany wszelkim szczątkom ludzkim w wodach morskich. Państwa-Strony będą promować odpowiedzialny i nieniszczący dostęp do podwodnego dziedzictwa kulturowego in situ w celu jego obserwacji czy dokumentacji[2][10].

- Artykuł 4 stwierdza, że prawo ratownictwa i prawo „znaleźnego” nie będą mieć zastosowania wobec podwodnego dziedzictwa kulturowego. Wyjątkiem będą sytuacje, w których będzie to dozwolone przez kompetentne władze i w pełnej zgodności z Konwencją, i będzie się to wiązało z zapewnieniem, że jakiekolwiek wydobycie podwodnego dziedzictwa kulturowego będzie miało na celu jego maksymalną ochronę[2][10]. Oznacza to, że w stosunku do podwodnego dziedzictwa kulturowego nie może mieć zastosowania Międzynarodowa Konwencja o Ratownictwie Morskim.

- Artykuł 5 dotyczy działań przypadkowych, które mogłyby naruszyć podwodne dziedzictwo kulturowe, np. pogłębiania dna portów, połowu ryb, czy układania podwodnych instalacji. Zobowiązuje każde Państwo-Strona Konwencji do użycia wszelkich środków pozostających w jego dyspozycji do zapobiegania takim działaniom lub do złagodzenia ich negatywnych skutków[2][10].

- Artykuł 7 stypuluje, że w strefie morza, w której Państwa-Strony Konwencji dysponują jurysdykcją, mają wyłączne prawa regulowania wszelkich działań podejmowanych wobec podwodnego dziedzictwa kulturowego. Podobny przepis (Artykuł 8) dotyczy jurysdykcji państw-sygnatariuszy w strefie tzw. morza przyległego (strefie przyległej do granicy zewnętrznej morza terytorialnego – do granicy państwa[9]). Państwa-Strony będą wymagały, aby zapisy Konwencji były stosowane w odniesieniu do podwodnego dziedzictwa kulturowego spoczywającego w tych strefach morza. Państwa-Strony zobowiązują się również do informowania innych państw mających związki kulturowe i historyczne z odkrytymi obiektami o dokonanych odkryciach podwodnego dziedzictwa kulturowego w tych strefach morza[2][10].

- Artykuły 9 i 10 dotyczą sposobu zapewnienia ochrony podwodnemu dziedzictwu kulturowemu w wyłącznej strefie ekonomicznej i na szelfie kontynentalnym Państw-Stron. Państwa-Strony Konwencji będą wymagać od swoich obywateli i statków pływających pod ich banderą informowania stosownych władz o odkryciach podwodnego dziedzictwa kulturowego i działaniach planowanych wobec tego dziedzictwa. W odniesieniu do takich odkryć i działań w wyłącznej strefie ekonomicznej lub na szelfie kontynentalnym innego Państwa-Strony przewiduje się dodatkowo obowiązek informowania tego państwa. Każde Państwo-Strona może złożyć oświadczenie w stosunku do innego Państwa-Strony, w wyłącznej strefie ekonomicznej którego znajduje się podwodne dziedzictwo kulturowe, o swoim życzeniu bycia konsultowanym w kwestii zapewnienia efektywnej ochrony temu dziedzictwu. Taka deklaracja musi być oparta na dającej się zweryfikować więzi kulturowej lub historycznej z danym obiektem. Państwo-Strona, w którego wyłącznej strefie ekonomicznej lub na którego szelfie kontynentalnym znajduje się podwodne dziedzictwo kulturowe, ma prawo zakazać lub zezwolić na jakiekolwiek działania nakierowane na to dziedzictwo. Rozpatrując takie przypadki Państwo-Strona podejmie konsultacje z innymi Państwami-Stronami, które wyraziły takie życzenie, podejmując jako „państwo koordynujące” działania ochronne i ewentualnie niezbędne wstępne badania naukowe[2][10].

- Artykuły 11 i 12 dotyczą ochrony podwodnego dziedzictwa kulturowego w tzw. Obszarze (na „morzu otwartym”). Państwa-Strony Konwencji ponoszą odpowiedzialność za działania podejmowane przez ich obywateli i statki pływające pod ich banderą i będą wymagać zgłaszania do swoich kompetentnych władz wszelkich odkryć i działań planowanych wobec podwodnego dziedzictwa kulturowego w Obszarze. Państwa-Strony zgłoszoną do nich informację będą przekazywać Dyrektorowi Generalnemu UNESCO i Sekretarzowi Generalnemu Międzynarodowej Organizacji Dna Morskiego (ang. International Seabed Authority, ISA). Dyrektor Generalny UNESCO przekaże te informacje wszystkim Państwom-Stronom. Każde Państwa-Strona może na ręce Sekretarza Generalnego UNESCO złożyć deklarację życzenia bycia konsultowanym w zakresie zapewnienia efektywnej ochrony podwodnego dziedzictwa kulturowego, przy czym deklaracja ta musi być oparta na dającym się udowodnić związku kulturowym czy historycznym z danym obiektem czy stanowiskiem. Dyrektor Generalny UNESCO zaprosi wszystkie Państwa-Strony, które złożyły takie deklaracje, do konsultacji w sprawie zapewnienia najlepszej ochrony podwodnego dziedzictwa kulturowego w Obszarze i wyznaczy państwo, które będzie pełniło funkcję koordynatora. Jeśli to konieczne, każde Państwo-Strona może jeszcze przed konsultacjami podjąć praktyczne działania zapobiegawcze, aby zapewnić bezpieczeństwo dziedzictwu kulturowemu w Obszarze. Państwo koordynujące może wydawać stosowne zezwolenia na działania nakierowane na podwodne dziedzictwo kulturowe w Obszarze, jak również podejmować niezbędne wstępne badania naukowe, informując o ich rezultatach niezwłocznie Dyrektora Generalnego UNESCO. We wszystkich tych działaniach państwo koordynujące będzie działało w imieniu Państw-Stron Konwencji, kierując się dobrem ludzkości[2][10].

- Artykuły 14, 15 i 16 określają zasady zapobiegania wwozowi na terytoria Państw-Stron obiektów podwodnego dziedzictwa kulturowego wydobytych niezgodnie z Konwencją; Państwa-Strony będą podejmować działania zapobiegające wykorzystaniu ich terytorium, w tym ich portów morskich, do jakichkolwiek działań nakierowanych na podwodne dziedzictwo kulturowe niezgodnych z Konwencją oraz podejmą działania, by ich obywatele i jednostki pływające pod ich banderą nie angażowały się w jakiekolwiek działania nakierowane na podwodne dziedzictwo kulturowe niezgodne z Konwencją[2][10].

- Artykuł 20 zobowiązuje Państwa-Strony Konwencji do podejmowania działań na rzecz podniesienie publicznej świadomości wartości i doniosłości podwodnego dziedzictwa kulturowego oraz jego ochrony w myśl Konwencji[2].

- Artykuł 21 nakłada na Państwa-Strony Konwencji obowiązek współpracy na rzecz organizacji szkoleń w zakresie podwodnej archeologii, technik konserwacji podwodnego dziedzictwa kulturowego oraz transferu technologii[2].

Integralną częścią Konwencji jest Aneks, zawierający szczegółowe reguły dotyczące działań nakierowanych na podwodne dziedzictwo kulturowe. Aneks ten oparty jest w znacznej mierze na Karcie Ochrony i Zarządzania Podwodnym Dziedzictwem Kulturowym opracowanej przez Międzynarodową Radę Ochrony Zabytków i Miejsc Historycznych (ang. International Council on Monuments and Sites, ICOMOS). 
Najważniejsze zapisy Aneksu to:
- ochrona podwodnego dziedzictwa kulturowego poprzez zachowanie in situ uznana za działanie priorytetowe;
- uznanie eksploatacji podwodnego dziedzictwa kulturowego w celach komercyjnych (handlowych lub spekulacyjnych) lub też prowadząca do jego nieodwracalnego rozproszenia za sprzeczne z celem jego ochrony i wbrew właściwemu nim zarządzaniu. Podwodne dziedzictwo kulturowe nie może być przedmiotem obrotu, sprzedaży, kupna ani wymiany jako towar komercyjny;
- działania nakierowane na podwodne dziedzictwo kulturowe należy przeprowadzać z wykorzystaniem takich technik niedestrukcyjnych i metod rozpoznawczych, których celem jest wydobywania obiektów podwodnego dziedzictwa kulturowego;
- działania nakierowane na podwodne dziedzictwo kulturowe nie mogą naruszać szczątków ludzkich ani miejsc kultu;
- wszelkie działania nakierowane na podwodne dziedzictwo kulturowe muszą podlegać ścisłej regulacji, by zapewnić jego dokumentacje;
- uznanie potrzeby promocji publicznego dostępu do podwodnego dziedzictwa kulturowego in situ, z wyjątkiem przypadków, w których taki dostęp byłby nie do pogodzenia z jego ochroną i był niezgodny z praktykami właściwego zarządzania;
- konieczność sporządzenia szczegółowego projektu przedsięwzięcia przed przystąpieniem do jakichkolwiek działań nakierowanych na podwodne dziedzictwo kulturowe; projekt taki musi być przedstawiony kompetentnym władzom do autoryzacji i musi zawierać następujące elementy: ocenę poprzednich badań, określenie celów przedsięwzięcia, wskazanie metod i technik, które będą wykorzystywane, wskazanie przewidywanego sposobu finansowania, przedstawienie harmonogramu przedsięwzięcia, skład zespołu realizującego przedsięwzięcie, plan powykopaliskowych analiz i innych działań, program konserwacji artefaktów i całego stanowiska, omówienie sposobu zarządzania i zabezpieczenia stanowiska w czasie trwania przedsięwzięcia, program prowadzenia dokumentacji, omówienie sposobu zapewnienia bezpieczeństwa uczestników i osób postronnych, przedstawienie sposobu zapewnienia ochrony środowiska, program współpracy z muzeami i instytucjami naukowymi, przedstawienie sposobu i harmonogramu przygotowania raportu końcowego, wskazanie przewidywanego miejsca przechowywania archiwów i wydobytych przedmiotów, a także program publikacji wyników przedsięwzięcia;
- nakaz prowadzenia wszelkich działań nakierowanych na podwodne dziedzictwo kulturowe wyłącznie pod kierunkiem i kontrolą oraz przy stałej obecności wykwalifikowanego archeologa podwodnego o kompetencjach naukowych odpowiednich dla danego przedsięwzięcia.

Konwencja ustanawia również Zgromadzenie Państw-Sygnatariuszy, które jest zwoływane przynajmniej co dwa lata przez Dyrektora Generalnego UNESCO. W 2009 roku Zgromadzenie Państw Sygnatariuszy powołało do życia organ doradczy ds. technicznych i naukowych.

## Historia prac legislacyjnych
Kluczową kwestią dla ochrony podwodnego dziedzictwa kulturowego jest fakt, że znaczna jego część spoczywa zgodnie z ustaleniami Konwencji o prawie morza (UNCLOS) albo poza strefą jurysdykcji państw narodowych (w tzw. Obszarze) albo w strefie, w której jurysdykcja ta jest ograniczona (w strefie szelfu kontynentalnego i tzw. wyłącznej strefie ekonomicznej). Zapewnienie ochrony podwodnemu dziedzictwu nie jest zatem kwestią przepisów narodowych, lecz musi być przedmiotem regulacji międzynarodowych, powszechnie akceptowanych i ratyfikowanych. 
Prace legislacyjne, które doprowadziły ostatecznie do uchwalenia Konwencji, trwały ponad 20 lat z uwagi na szereg problemów spornych, począwszy od definicji czym jest „podwodne dziedzictwo kulturowe” po regulacje prawne kwestii związanych z własnością wraków i stanowisk archeologicznych znajdujących się na dnie mórz i oceanów oraz ich eksploatacją.
Z tego względu ostateczne uzgodnienie tekstu konwencji było wielkim sukcesem organizacji, stowarzyszeń, instytucji i osób zaangażowanych w sprawę ochrony podwodnego dziedzictwa. Konwencja została uchwalona przez UNESCO podczas 31. sesji w Paryżu w 2001 roku, weszła w życie z dniem 2 stycznia 2009 roku. Polska odegrała istotną rolę w końcowym etapie procesu legislacyjnego, ponieważ w czasie konferencji uzgodnieniowych, które odbywały się w Paryżu w latach 1998–2000 Polska pełniła funkcję kraju wiceprzewodniczącego obradom. Ekspertem Polskiego Komitetu ds. UNESCO, Generalnego Konserwatora Zabytków i Ministra Kultury był w czasie tych konferencji Zbigniew Kobyliński.  

## Państwa, które ratyfikowały lub zaakceptowały Konwencję
Polska złozyła dokument ratyfikacyjny 17 maja 2021 r. Przygotowanie ratyfikacji „Konwencji UNESCO ds. ochrony dziedzictwa podwodnego” było jednym ze szczegółowych celów 1. Krajowego programu ochrony zabytków i opieki nad zabytkami na lata 2014–17. Przygotowanie propozycji zmian legislacyjnych, związanych z implementacją postanowień Konwencji do przepisów prawa krajowego w ramach realizacji tego celu koordynował Departament Ochrony Zabytków Ministerstwa Kultury i Dziedzictwa. 
| Lp. | Kraj                          | Data       | R/A |
| --- | ----------------------------- | ---------- | --- |
| 1   | Panama                        | 20.05.2003 | R   |
| 2   | Bułgaria                      | 10.06.2003 | R   |
| 3   | Chorwacja                     | 12.01.2004 | R   |
| 4   | Hiszpania                     | 06.06.2005 | R   |
| 5   | Libia                         | 23.06.2005 | R   |
| 6   | Nigeria                       | 21.10.2005 | R   |
| 7   | Litwa                         | 06.12.2006 | R   |
| 8   | Meksyk                        | 07.05.2006 | R   |
| 9   | Paragwaj                      | 09.07.2006 | R   |
| 10  | Portugalia                    | 21.09.2006 | R   |
| 11  | Ekwador                       | 12.01.2006 | R   |
| 12  | Ukraina                       | 27.12.2006 | R   |
| 13  | Liban                         | 01.08.2007 | A   |
| 14  | Saint Lucia                   | 01.02.2007 | R   |
| 15  | Rumunia                       | 31.07.2007 | A   |
| 16  | Kambodża                      | 24.11.2007 | R   |
| 17  | Kuba                          | 26.05.2008 | R   |
| 18  | Czarnogóra                    | 18.07.2008 | R   |
| 19  | Słowenia                      | 18.09.2008 | R   |
| 20  | Barbados                      | 10.02.2008 | A   |
| 21  | Grenada                       | 15.01.2009 | R   |
| 22  | Tunezja                       | 15.01.2009 | R   |
| 23  | Słowacja                      | 03.11.2009 | R   |
| 24  | Albania                       | 19.03.2009 | R   |
| 25  | Bośnia i Hercegowina          | 22.04.2009 | R   |
| 26  | Iran                          | 16.06.2009 | R   |
| 27  | Haiti                         | 11.09.2009 | R   |
| 28  | Jordania                      | 12.02.2009 | R   |
| 29  | Saint Kitts i Nevis           | 12.03.2009 | R   |
| 30  | Włochy                        | 08.01.2010 | R   |
| 31  | Gabon                         | 01.02.2010 | A   |
| 32  | Argentyna                     | 19.07.2010 | R   |
| 33  | Honduras                      | 23.07.2010 | R   |
| 34  | Trynidad i Tobago             | 27.07.2010 | R   |
| 35  | Demokratyczna Republika Konga | 28.09.2010 | R   |
| 36  | Saint Vincent i Grenadyny     | 11.08.2010 | R   |
| 37  | Namibia                       | 03.09.2011 | R   |
| 38  | Maroko                        | 20.06.2011 | R   |
| 39  | Benin                         | 08.04.2011 | R   |
| 40  | Jamajka                       | 08.09.2011 | R   |
| 41  | Palestyna                     | 12.08.2011 | R   |
| 42  | Francja                       | 02.07.2013 | R   |
| 43  | Antigua i Barbuda             | 25.04.2013 | R   |
| 44  | Togo                          | 06.07.2013 | R   |
| 45  | Belgia                        | 08.05.2013 | R   |
| 46  | Węgry                         | 19.03.2014 | R   |
| 47  | Madagaskar                    | 19.01.2015 | R   |
| 48  | Algieria                      | 26.02.2015 | R   |
| 49  | Południowa Afryka             | 12.05.2015 | A   |
| 50  | Ghana                         | 20.01.2016 | R   |
| 51  | Gwinea Bissau                 | 07.03.2016 | A   |
| 52  | Boliwia                       | 24.02.2017 | R   |
| 53  | Kuwejt                        | 30.08.2017 | R   |
| 54  | Egipt                         | 30.08.2017 | R   |
| 55  | Mikronezja                    | 19.04.2018 | R   |
| 56  | Kostaryka                     | 27.04.2018 | R   |
| 57  | Republika Zielonego Przylądka | 26.03.2019 | R   |
| 58  | Szwajcaria                    | 25.10.2019 | R   |
| 59  | Niue                          | 15.11.2019 | A   |
| 60  | Estonia                       | 2.10.2020  | A   |
| 61  | Oman                          | 10.06.2021 | R   |
| 62  | Senegal                       | 15.09.2021 | R   |
| 63  | Polska                        | 17.05.2021 | R   |

R – ratyfikacja, A – akceptacja
Źródło danych: Lista krajów, które ratyfikowały Konwencję o ochronie podwodnego dziedzictwa kulturowego